# Neivamyrmex raptor
Neivamyrmex raptor é uma espécie de formiga do gênero Neivamyrmex.